# Pyrgocyphosoma zangherii
Pyrgocyphosoma zangherii är en mångfotingart som beskrevs av Manfredi 1951. Pyrgocyphosoma zangherii ingår i släktet Pyrgocyphosoma och familjen knöldubbelfotingar. Inga underarter finns listade i Catalogue of Life.